# پارک ملی دریاچه گالا
پارک ملی دریاچه گالا (ترکی استانبولی: Gala Gölü Milli Parkı) یک پارک ملی و دریاچه در استان ادرنه کشور ترکیه است.